# Loading
Loading è un singolo del rapper britannico Central Cee, pubblicato il 22 ottobre 2020 come secondo estratto dal primo mixtape Wild West.

## Descrizione
Prodotta da Hargo, la strumentale è stata scritta in chiave mi bemolle maggiore, e i battiti per minuto sono pari a 144. Nel testo, Central Cee parla del suo arrivo nella scena drill, delle attività criminali presenti nel quartiere in cui vive e del suo volere di sposarsi.

## Video musicale
Il videoclip è stato pubblicato sul canale YouTube GRM Daily in concomitanza con l'uscita del brano.

## Tracce
Testi di Oakley Caesar-Su, Hargo, musiche di Hargo.
1. Loading – 2:53

## Formazione
- Central Cee – voce, testo
- Hargo – produzione

## Classifiche
| Classifica (2020-22) | Posizione massima |
| -------------------- | ----------------- |
| Grecia               | 54                |
| Irlanda              | 39                |
| Portogallo           | 179               |
| Regno Unito          | 19                |